# Drogi w Kazachstanie
Drogi w Kazachstanie – sieć drogowa znajdująca się na terenie Kazachstanu, składająca się łącznie z 40 głównych dróg kołowych.

## Klasyfikacja
Wedle obecnie obowiązujących przepisów kazachskie drogi podzielone są na trzy kategorie:
- M – magistrale znaczenia międzynarodowego; ich numeracja oraz pikietaż są pozostałością po sieci drogowej ZSRR
- A – trasy tworzące połączenia najważniejszych ośrodków administracyjnych, kulturowych i gospodarczych kraju z sąsiednimi państwami oraz drogi o dużym znaczeniu militarnym
- R (ros. Р) – inne (regionalne) szlaki komunikacyjne o znaczeniu krajowym

## Lista dróg magistralnych
| Oznaczenie | Numer drogi | Przebieg                                                                     | Długość  | Mapa     |
| ---------- | ----------- | ---------------------------------------------------------------------------- | -------- | -------- |
| M32        | M32         | A300 – granica z Rosją – Uralsk – Aktobe – Kyzyłorda – Szymkent              | 2 029 km | Mapa M32 |
| M36        | M36         | A310 – granica z Rosją – Kustanaj – Astana – Karaganda – Ałmaty              | 2 032 km | Mapa M36 |
| M38        | M38         | A320 – granica z Rosją – Pawłodar – Semej – Majkapszagaj – granica z Chinami | 1 099 km | Mapa M38 |
| M51        | M51         | Р254 – granica z Rosją – Pietropawłowsk – granica z Rosją – Р254             | 220 km   | Mapa M51 |

## Lista dróg krajowych
| Oznaczenie | Numer drogi | Przebieg                                                                      | Długość  | Mapa     |
| ---------- | ----------- | ----------------------------------------------------------------------------- | -------- | -------- |
| A1         | A1          | Astana – Kokczetaw – Pietropawłowsk                                           | 452 km   | Mapa A1  |
| A2         | A2          | granica z Uzbekistanem – Szymkent – Taraz – Ałmaty – granica z Chinami – G312 | 350 km   | Mapa A2  |
| A3         | A3          | Ałmaty – Ust-Kamienogorsk                                                     | 1 036 km | Mapa A3  |
| A4         | A4          | Ałmaty – Uzynagasz – granica z Kirgistanem                                    | 132 km   | ?        |
| A5         | A5          | Aksaj – Szonży – granica z Chinami                                            | 160 km   | ?        |
| A6         | A6          | Kokpek – Kegen – granica z Kirgistanem                                        | 115 km   | ?        |
| A7         | A7          | Üszarał – Dostyk                                                              | 184 km   | ?        |
| A8         | A8          | Taskesken – Bakhty – granica z Chinami                                        | 187 km   | ?        |
| A9         | A9          | Ust-Kamienogorsk – Ridder – granica z Rosją                                   | 167 km   | ?        |
| A10        | A10         | Ust-Kamienogorsk – Szemonaicha – granica z Rosją                              | 120 km   | ?        |
| A11        | A11         | Semej – Rubcowsk                                                              | 111 km   | ?        |
| A12        | A12         | Pietropawłowsk – Sokołowka – granica z Rosją                                  | 62 km    | ?        |
| A13        | A13         | Kokczetaw – Kiszkenekol – granica z Rosją                                     | 278 km   | Mapa A13 |
| A14        | A14         | Taraz – granica z Kirgistanem                                                 | 14 km    | ?        |
| A15        | A15         | Żybek Żoły – Żetysaj – granica z Uzbekistanem                                 | 150 km   | ?        |
| A16        | A16         | Żezkazgan – Pietropawłowsk                                                    | 940 km   | ?        |
| A17        | A17         | Kyzyłorda – Pawłodar – Uspenka                                                | 1 509 km | ?        |
| A18        | A18         | Pawłodar – Szarbakty – granica z Rosją                                        | 122 km   | ?        |
| A19        | A19         | Terenkol – Michajłowka – granica z Rosją                                      | 108 km   | ?        |
| A20        | A20         | Temyrtau – Ajagöz – Tarbagataj – (Bugas)                                      | 921 km   | ?        |
| A21        | A21         | Mamlut – Kustanaj                                                             | 398 km   | ?        |
| A22        | A22         | Karabutak – Komsomol – Denisovka – Rudnyj – Kustanaj                          | 551 km   | ?        |
| A23        | A23         | Denisovka – Żytykara – Muktikol                                               | 142 km   | ?        |
| A24        | A24         | Aktobe – Martok – granica z Rosją                                             | 105 km   | ?        |
| A25        | A25         | Aktobe – Alimbet – granica z Rosją                                            | 127 km   | ?        |
| A26        | A26         | Kandyagasz – Emba – Szałkar – Irgiz                                           | 401 km   | ?        |
| A27        | A27         | Aktobe – Kandyagasz – Atyrau – granica z Rosją                                | 871 km   | ?        |
| A28        | A28         | Uralsk – Atyrau                                                               | 487 km   | ?        |
| A29        | A29         | Uralsk – Taskala – granica z Rosją                                            | 100 km   | ?        |
| A30        | A30         | Podsepnoje – Fjodorowka – granica z Rosją                                     | 144 km   | Mapa A30 |
| A31        | A31         | Czapajew – Kaztałowka – granica z Rosją                                       | 218 km   | ?        |
| A32        | A32         | Uralsk – granica z Rosją                                                      | 28 km    | ?        |
| A33        | A33         | Dossor – Kułsary – Bejneu – Szetpe – Szetybaj – Aktau                         | 798 km   | ?        |
| A34        | A34         | Szetybaj – Żangaözen – granica z Turkmenistanem                               | 237 km   | ?        |
| A35        | A35         | Aktobe – Kuryk                                                                | 59 km    | ?        |
| A36        | A36         | Kuryk – Szetybaj                                                              | 64 km    | ?        |

## Lista dróg międzynarodowych
Przez Kazachstan poprowadzono także drogi międzynarodowe – należące do sieci europejskiej, a także azjatyckiej.

### Trasy europejskie
| Oznaczenie | Numer drogi | Przebieg | Łączna długość |
| ---------- | ----------- | --- | -------------- |
| E38        | E38         | granica z Rosją – Uralsk – Szymkent | 2110 km        |
| E40        | E40         | - granica z Rosją – Dossor – Bejneu – granica z Uzbekistanem - granica z Uzbekistanem – Merke – granica z Kirgistanem - granica z Kirgistanem – Kordaj – Ałmaty – Ust-Kamienogorsk – Ridder | 2644 km        |
| E121       | E121        | granica z Rosją – Uralsk – Atyrau – Dossor – Bejneu – Szetpe – Żangaözen – granica z Turkmenistanem                                                                                         | 1620 km        |
| E123       | E123        | granica z Rosją – Zapadnoje – Kyzyłorda – Szymkent – granica z Uzbekistanem | 2100 km        |
| E125       | E125        | granica z Rosją – Pietropawłowsk – Astana – Ałmaty – granica z Kirgistanem | 1945 km        |
| E127       | E127        | granica z Rosją – Pawłodar – Semej – Kałbatau – Majkapszagaj – granica z Chinami | 1125 km        |
| E004       | E004        | Kyzyłorda – granica z Uzbekistanem | ?              |
| E011       | E011        | Kokpek – Kegen – granica z Kirgistanem | ?              |
| E012       | E012        | Ałmaty – Szonży – Koktał – granica z Chinami | ?              |
| E013       | E013        | Saryözek – Koktał | 180 km         |
| E014       | E014        | Kabanbaj – Drużba | 190 km         |
| E015       | E015        | Taskesen – granica z Chinami | 190 km         |
| E016       | E016        | Zapadnoje – Astana | 460 km         |
| E018       | E018        | Żezkazgan – Uspenka | 1050 km        |
| E019       | E019        | Pietropawłowsk – Zapadnoje | 290 km         |

### Trasy azjatyckie
| Oznaczenie | Numer drogi | Przebieg | Łączna długość |
| ---------- | ----------- | --- | -------------- |
| AH5        | AH5         | - granica z Chinami – Koktał – Szonży – Ałmaty – Kordaj – granica z Kirgistanem - granica z Kirgistanem – Merke – granica z Uzbekistanem | 1015 km        |
| AH6        | AH6         | granica z Rosją – Pietropawłowsk – granica z Rosją                                                                                       | 190 km         |
| AH7        | AH7         | granica z Rosją – Burubajtał – Merke – granica z Kirgistanem                                                                             | 2044 km        |
| AH9        | AH9         | granica z Rosją – Aktobe – Kyzyłorda – Szymkent – Taraz – Ałmaty – granica z Chinami                                                     | ?              |
| AH60       | AH60        | granica z Rosją – Kałbataj – Ust-Kamienogorsk – Ałmaty – Burubajtał                                                                      | ?              |
| AH61       | AH61        | - granica z Kirgistanem – Kordaj – Szymkent – Uralsk – granica z Rosją - Aktobe – granica z Rosją                                        | 2708 km        |
| AH62       | AH62        | Pietropawłowsk – Kyzyłorda – Szymkent – granica z Uzbekistanem                                                                           | 1962 km        |
| AH63       | AH63        | granica z Rosją – Uralsk – Atyrau – Dossor – granica z Uzbekistanem                                                                      | 1079 km        |
| AH64       | AH64        | granica z Rosją – Semej – Pawłodar – Astana – Pietropawłowsk                                                                             | ?              |
| AH67       | AH67        | granica z Chinami – Taskesen – Kałbataj – Pawłodar – Żezkazgan                                                                           | ?              |
| AH68       | AH68        | granica z Chinami – Dostyk – Üszarał | ?              |
| AH70       | AH70        | granica z Rosją – Dossor – Szetpe – Żekazgan – granica z Turkmenistanem                                                                  | 1333 km        |
| AH81       | AH81        | Aktau – Munajszi | 80 km          |